# Braubach
Braubach è una città di 3 048 abitanti della Renania-Palatinato, in Germania.
Appartiene al circondario (Landkreis) del Rhein-Lahn-Kreis (targa EMS) ed è parte della comunità amministrativa (Verbandsgemeinde) di Loreley.

## Monumenti e luoghi d'interesse

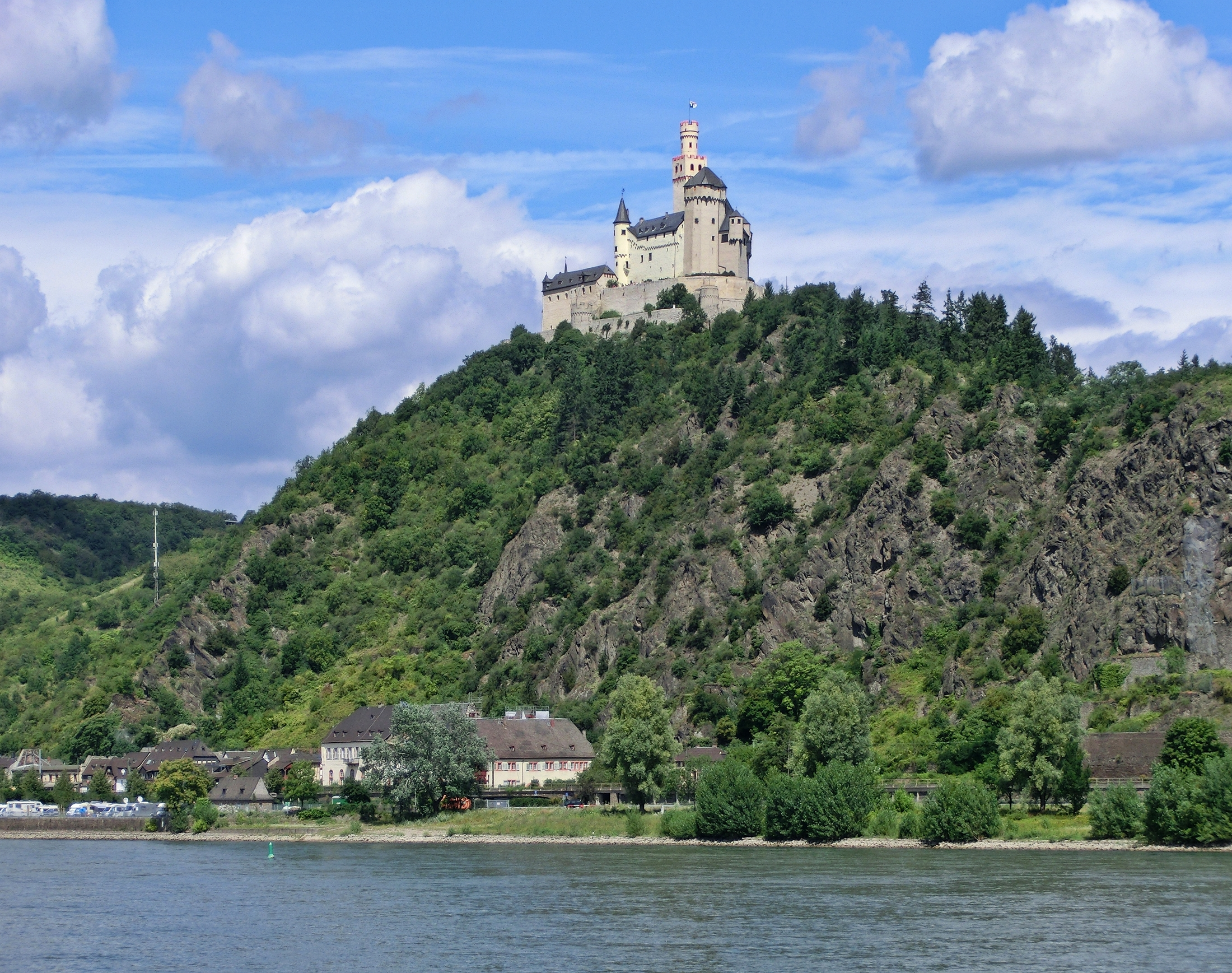
La fortezza di Marksburg vista dal Reno

- Marksburg - castello medievale facente parte del sito UNESCO della Gola del Reno.